# اسپرانتو (مرکز همایش‌ها و هتل)
اسپرانتو نام یکی از بزرگ‌ترین و معروف‌ترین زئوها در جهان است که مرکز همایش‌ها و هتل «اسپرانتو» در شهر فولدا (Fulda) در کشور آلمان است. این بنا در سال ۲۰۰۵ ساخته شد و شامل فضاهای اصلی زیر است:
- «هتل اسپرانتو» ( ۴-ستاره با ۳۳۰ اتاق )
- «مرکز همایش‌های اسپرانتو» ( با مساحت ۶۴۰۰ مترمربع و گنجایش ۵۰۰۰ نفر )
- «پلازای اسپرانتو» ( که هتل و مرکز همایش‌ها را به یک‌دیگر متصل می‌کند )

بر روی نمای اصلیِ «مرکز همایش‌های اسپرانتو»، که دارای تجهیزات و طراحی لازم برای برگزاری کنسرت‌ها نیز هست ، کلمهٔ «اسپرانتو» با حروف رنگی بزرگ و ارتفاع بیش از ۱۰ متر نقش بسته است.
خیابانی که این مجموعهٔ فرهنگی ، اقامتی و تفریحی در آن قرار دارد ، «خیابان اسپرانتو» (Esperantostraße) نام دارد و با ایست‌گاه مرکزی شهر تنها ۳۰۰ متر فاصله دارد . مسافرینی که از این منطقهٔ آلمان عبور می‌کنند ، برای مثال ، مسافران خطوط مونیخ-هامبورگ و فرانکفورت-بِرلین، به‌خوبی قادر به دیدن نام این مجموعه هستند.